# Lepidolejeunea eluta
Lepidolejeunea eluta là một loài Rêu trong họ Lejeuneaceae. Loài này được (Nees) R.M. Schust. mô tả khoa học đầu tiên năm 1963.